# Fiumicino
Fiumicino är en ort och kommun i storstadsregionen Rom, innan 2015 provinsen Rom, i regionen Lazio i Italien. Kommunen hade 80 470 invånare (2018). gränsar till kommunerna Anguillara Sabazia, Cerveteri, Ladispoli och Rom. I kommunen ligger Rom-Fiumicinos flygplats.
Mellan 1961 och 1993 utgjorde Fiumicino Roms trettiosjunde zon med beteckningen Z. XXXVII.